# SIAM Journal on Matrix Analysis and Applications
SIAM Journal on Matrix Analysis and Applications (ook SIMAX) is een internationaal, aan collegiale toetsing onderworpen wetenschappelijk tijdschrift op het gebied van de toegepaste wiskunde.
De naam wordt in literatuurverwijzingen meestal afgekort tot SIAM J. Matrix Anal. Appl., terwijl informeel ook de afkorting SIMAX gebruikt wordt.
Het wordt uitgegeven door de Society for Industrial and Applied Mathematics en verschijnt 4 keer per jaar.
Het eerste nummer verscheen in 1980.